# Encontro Nacional de Pesquisa em Educação em Ciências
O Encontro Nacional de Pesquisa em Educação em Ciências - ENPEC é promovido pela Associação Brasileira de Pesquisa em Educação em Ciências - ABRAPEC. Este evento é considerado pelos pesquisadores como o mais importante evento acadêmico da área, pois além de ser classificado no CNPq, como qualis A, o evento reúne os pesquisadores de todas as áreas da Educação em Ciências, para discussão dos problemas, resultados de pesquisa e contribuições das mesmas para o Ensino de Ciências. Em pesquisas, o evento é seguidamente citado como uma das principais referências como ponto de coleta de dados para análises e revisões de literatura.